# Мельхіор Нгезе Ндадайє
Мельхіор Ндадайє (28 березня 1953 — 21 жовтня 1993) — політичний діяч Бурунді. Був першим демократично обраним президентом і першим представником народності хуту на цій посаді. Хоча він і бажав продовжити процес національного примирення, розпочатий його попередником, натомість своїми реформами він налаштував проти себе солдат-тутсі. Його було вбито під час невдалого військового перевороту у жовтні 1993 року, лише за три місяці перебування на посаді. Його вбивство спричинило масові заворушення й міжетнічний розбрат, що, зрештою, вилилось у десятирічну криваву громадянську війну.

## Ранні роки
Ндадайє народився у невеликому містечку Мурама, у провінції Мурамвія. Почав здобувати педагогічну освіту, але його навчання було перервано етнічною різнею 1972 року, після цього він був змушений тікати до Руанди, щоб уникнути смерті. Там, у Національному університеті, він завершив своє навчання. Після цього він також здобув другу освіту (спеціаліст банківської справи) у Національній академії мистецтв і ремесел у Франції. У подальшому працював банкіром.

## Політична кар'єра
Ндадайє був втягнутий до політики ще за часів перебування в Руанді. Він виступив як голова Студентського руху Бурунді у вигнанні (1976–1979). Брав участь у створенні нової Робітничої партії Бурунді 1979 року та був активним її членом до своєї відставки 1983 року через суперечку щодо стратегії партії. Ндадайє повернувся на батьківщину у вересні того ж року.
Ндадайє був ключовою постаттю в Робітничій партії, тому після його уходу партія занепала та, зрештою, була розпущена в середині 1980-их років. Незважаючи на те, що опозиційні партії в Бурунді були заборонені за часів правління диктатора Багази, 1986 року Ндадайє зі своїми прибічниками заснував підпільний політичний рух, поміркований Фронт за демократію в Бурунді (FRODEBU). Він перебував на підпільному положенні до 1992 року, коли П'єр Буйоя розпочав процес політичної лібералізації напередодні президентських виборів 1993 року та дозволив офіційно зареєструвати партію.
На виборах, що відбулись у червні 1993, Ндадайє, який мав безумовну підтримку з боку хуту, здобув блискучу перемогу, набравши 65 % голосів виборців проти 32 % у Буйої. Вибори було визнано міжнародними спостерігачами як вільні й демократичні. Слідом за цим відбулась перемога на парламентських виборах, коли партія Ндадайє здобула 65 з 81 місця в парламенті країни. За тиждень після невдалої спроби перевороту, що була здійснена 3 липня, Ндадайє склав присягу на посту президента.

## Президентство
Ндадайє зробив обережні помірковані кроки, намагаючись виправити глибокий етнічний розкол бурундійського суспільства. Він призначив Сільві Кінігі, жінку-тутсі, на пост прем'єр-міністра та віддав третину міністерських портфелів і дві посади губернаторів представникам партії Буйої Союз за національний прогрес. Він оголосив політичну амністію, в рамках якої було виправдано колишнього диктатора Жана Батіста Багазу.
Незважаючи на обережний підхід до президентських обов'язків, деякі його дії, тим не менше, спричинили напруженість у суспільстві. Він поставив під сумнів угоди й рішення, ухвалені за часів правління тутсі, що несло загрозу олігархічній верхівці тутсі й армії. Він розпочав реформи у військовій та правоохоронній галузях з метою зниження домінування тутсі у силових структурах. Етнічні проблеми поглиблювались також «завдяки» зусиллям вільних ЗМІ.

### Усунення від влади та смерть
Врядування Ндадайє було вкрай короткочасним, президента було усунуто від влади в результаті перевороту (хоч і невдалого) 21 жовтня. Точні події того дня донині не відомі, але найбільш імовірно що самого президента, Понтьєна Карібвамі (голова Національної асамблеї) та Жиля Бімазубуте (віце-спікер Національної асамблеї) привезли до казарм під приводом того, що їм загрожує небезпека та потрібен. Останніх трьох, а також багатьох інших членів парламенту й уряду було вбито, сам Ндадайє був заколотий багнетом.
Смерть президента спричинила важкі наслідки для всієї країни. Спроби державного перевороту швидко провалилась, оскільки цивільний політик Франсуа Нгезе, якого було запрошено сформувати новий уряд, відмовився підтримувати заколотників та призначив тимчасово виконувати обов'язки глави держави тогочасного прем'єр-міністра Кінігі. Рада Безпеки ООН засудила убивство й переворот та винесла це питання на найближче засідання Генеральної Асамблеї. Під час подальших заворушень постраждали близько 100 000 чоловік. Тривале насильство, зрештою, вилилось у громадянську війну.
Розслідування убивства президента, проведене ООН, результати якого було оприлюднено 1996 року, визнало винуватими у вбивстві та масовій різні військовиків-тутсі. Конкретні цифри та особи названі не були, але багато хто вважав екс-президента Буйою причетним до цих подій.
1999 року в межах спроб припинення громадянської війни, відбулось багато арештів підозрюваних у причетності до вбивства президента. П'ять осіб на чолі з колишнім військовим офіцером Полем Каманою були засуджені до смертної кари. 74 особи отримали отримали терміни ув'язнення від одного до двадцяти років. Однак, більшість високопоставлених чиновників було виправдано.